# 康茂才墓
康茂才墓原位于中国江苏省南京市北郊、鼓楼区小市镇安怀村，为明初开国功臣、蕲国公康茂才的墓葬，建于明洪武三年（1370年），1967年8月由当地村民平整耕地时发现，由南京市文物保管委员会（南京市博物馆前身）发掘清理于1974年4月-5月。
墓葬位于高约5米，长、宽均约50米的土丘上，墓前60米处立有石马、石羊、石虎、石翁仲各一对及石龟趺一尊，龟趺上原宋濂所撰《蕲国公谥武义康茂才神道碑铭》已失，2000年6月该批石刻被整体迁入白马公园内保存。墓室筑于土丘南侧，分上下两层，上层为砖砌券顶，其中置有墓志一合，下层分为以甬道相通的前后两室，上以条石封盖，甬道后置有石门。墓室内的结构仿地面建筑，以基墙、立柱、斗栱与门龛等组合而成。因早年被盗，出土文物较少，以前室内的银、锡类明器为主，保存较完整的墓志对于康茂才的生平研究具有重要价值。

## 图集
- 石马
- 石羊

- 石虎
- 石翁仲-文臣
- 石翁仲-武将